# Johannes Erm
Johannes Erm, né le 26 mars 1998, est un athlète estonien, spécialiste du décathlon.

## Carrière
Il établit le record national junior du décathlon lors des Championnats du monde 2016 à Bydgoszcz. Il porte ce record à 8 141 pts lors des Championnats d'Europe juniors 2017 à Grosseto, marque supérieure au précédent record des championnats d'Europe juniors en 2011 du Français Kévin Mayer, battue par Niklas Kaul lors de la même compétition.
Le 7 juin 2018, il porte son record personnel à 8 046 points à Eugene. Il remporte le 7 juin 2019 les championnats NCAA à Austin et réalise les minimas pour les Jeux olympiques de 2020 avec 8 352 points.

## Palmarès
| Date | Compétition                    | Lieu      | Résultat | Épreuve    | Marque    |
| ---- | ------------------------------ | --------- | -------- | ---------- | --------- |
| 2016 | Championnats du monde juniors  | Bydgoszcz | 3e       | Décathlon  | 7 879 pts |
| 2017 | Championnats d'Europe juniors  | Grosseto  | 2e       | Décathlon  | 8 141 pts |
| 2019 | Championnats d'Europe espoirs  | Gävle     | 2e       | Décathlon  | 8 445 pts |
| 2021 | Jeux olympiques                | Tokyo     | 11e      | Décathlon  | 8 213 pts |
| 2022 | Championnats du monde          | Eugene    | 9e       | Décathlon  | 8 227 pts |
| 2023 | Championnats du monde          | Budapest  | 9e       | Décathlon  | 8 484 pts |
| 2024 | Championnats du monde en salle | Glasgow   | 3e       | Heptathlon | 6 340 pts |
| 2024 | Championnats d'Europe          | Rome      | 1er      | Décathlon  | 8 764 pts |
| 2024 | Jeux olympiques                | Paris     | 6e       | Décathlon  | 8 569 pts |
| 2025 | Championnats du monde en salle | Nankin    | 2e       | Heptathlon | 6 437 pts |

## Records

### Records personnels
| Épreuve           | Performance   | Lieu     | Date              |
| ----------------- | ------------- | -------- | ----------------- |
| 100 mètres        | 10 s 60       | Rome     | 10 juin 2024      |
| Saut en longueur  | 7,98 m        | Eugene   | 6 juin 2018       |
| Lancer du poids   | 15,72 m       | Glasgow  | 2 mars 2024       |
| Saut en hauteur   | 2,11 m        | 🇨🇵 Paris | 2 aout 2024       |
| 400 mètres        | 46 s 81       | Rome     | 10 juin 2024      |
| 110 mètres haies  | 14 s 19       | Athens   | 5 avril 2019      |
| Lancer du disque  | 49,39 m       | Tallinn  | 9 août 2020       |
| Saut à la perche  | 5,37 m        | Talence  | 15 septembre 2024 |
| Lancer du javelot | 62,71 m       | Rome     | 11 juin 2024      |
| 1 500 mètres      | 4 min 22 s 19 | Budapest | 26 août 2023      |
| Décathlon         | 8 764 pts     | Rome     | 11 juin 2024      |